# Klasická japonština
Klasická japonština (japonsky: 中古日本語, čúko nihongo; anglicky: Late Old Japanese) byl jazyk, kterým se mluvilo a psalo v Japonsku během období Heian (794–1185). Spolu s doposud používanými čínskými znaky se k zápisu japonštiny začaly používat dvě nové slabičné abecedy: hiragana a katakana. To vedlo k rozkvětu literatury a vzniku takových děl, jako byly Příběh prince Gendžiho (Gendži Monogatari), Vyprávění o sběrači bambusu (Taketori Monogatari) a Příběhy z Ise (Ise Monogatari).